# Eric Bruntlett
Eric Kevin Bruntlett (né le 29 mars 1978 à Lafayette, Indiana, États-Unis) est un joueur américain de baseball. Il évolue dans les Ligues majeures pour les Nationals de Washington.
Décrit comme joueur d'arrêt-court par les dossiers officiels du baseball majeur, il est dans les faits reconnu comme un des joueurs les plus polyvalents des grandes ligues. Il est régulièrement utilisé comme joueur de deuxième but, comme frappeur ou coureur suppléant par les Phillies, et occasionnellement comme voltigeur de gauche. Bruntlett a joué au moins une fois à toutes les positions sur le terrain, à l'exception des postes de lanceur et receveur.

## Carrière
Eric Bruntlett a été repêché en 9e ronde (277e au total) par les Astros de Houston au repêchage de 2000. Il a fait ses débuts dans les majeures avec cette équipe le 27 juin 2003 et est demeuré à Houston dans un rôle de réserviste jusqu'en 2007.
Le 7 novembre 2007, Bruntlett et le lanceur Brad Lidge sont passés des Astros aux Phillies de Philadelphie en échange du lanceur Geoff Geary, du voltigeur Michael Bourn et du joueur d'avant-champ Mike Costanzo.
C'est avec les Phillies en 2008 que Bruntlett a pris part au plus grand nombre de matchs en une saison jusqu'ici dans sa carrière, soit 120 parties. Il a frappé 46 coups sûrs en 212 présences au bâton, pour une moyenne de ,217. Il a cogné 2 circuits et atteint un sommet personnel de 15 points produits.
C'est toutefois lors des séries éliminatoires qu'il s'est distingué. Utilisé encore une fois dans un rôle de réserviste, il a frappé un coup de circuit lors du match #2 de la Série mondiale contre les Rays de Tampa Bay, marqué le point gagnant pour Philadelphie lors du match #3, et enfin marquer le point victorieux après s'être amené comme coureur suppléant lors du match #5 qui a vu les Phillies remporter la Série mondiale 2008.
Le 23 août 2009 en 9e manche d'un match contre les Mets au Citi Field de New York, Bruntlett réussit un des jeux les plus rarement réussis sur un terrain de baseball : un triple jeu sans aide. Il s'agit du 15e exploit du genre dans l'histoire des Ligues majeures, et le premier triple jeu sans assistance à mettre fin à une partie depuis celui de Johnny Neun des Tigers de Detroit en 1927.
Bruntlett signe un contrat des ligues mineures pour la saison 2010 avec les Nationals de Washington.